# Meridiano 170 este
El meridiano 170 este es una línea de longitud que se extiende desde el Polo Norte atravesando el Océano Ártico, Asia, el Océano Pacífico, Nueva Zelanda, el Océano Antártico y la Antártida hasta el Polo Sur.
El meridiano 170 este forma un gran círculo con el meridiano 10 oeste.

## De Polo a Polo
Comenzando en el Polo Norte y dirigiéndose hacia el Polo Sur, el meridiano atraviesa:
| Coordenadas                        | País, territorio o mar  | Notas |
| ---------------------------------- | ----------------------- | --- |
| 90°0′N 170°0′E / 90.000, 170.000   | Océano Ártico           | Mar de Chukotka |
| 73°56′N 170°0′E / 73.933, 170.000  | Mar de Siberia Oriental | |
| 68°47′N 170°0′E / 68.783, 170.000  | Rusia                   | |
| 60°4′N 170°0′E / 60.067, 170.000   | Mar de Bering           | |
| 53°50′N 170°0′E / 53.833, 170.000  | Océano Pacífico         | Pasando al oeste del atolón Bikar, Islas Marshall (en 12°14′N 170°4′E / 12.233, 170.067) Pasando al este del atolón Utirik, Islas Marshall (en 11°14′N 169°52′E / 11.233, 169.867) Pasando al este del atolón Ailuk, Islas Marshall (en 10°14′N 169°59′E / 10.233, 169.983)  |
| 9°31′N 170°0′E / 9.517, 170.000    | Islas Marshall          | Atolones Wotje y Erikub |
| 9°4′N 170°0′E / 9.067, 170.000     | Océano Pacífico         | Pasadando al este de la isla Anuta, Islas Salomón (en 11°36′S 169°51′E / -11.600, 169.850) · Pasando al oeste de la isla Futuna, Vanuatu (en 19°31′S 170°12′E / -19.517, 170.200) · Pasadando al este de la isla de Anatom, Vanuatu (en 20°12′S 169°54′E / -20.200, 169.900) |
| 43°20′S 170°0′E / -43.333, 170.000 | Nueva Zelanda           | Isla Sur |
| 46°15′S 170°0′E / -46.250, 170.000 | Océano Pacífico         | Pasando al este de Isla Campbell, Nueva Zelanda (en 52°33′S 169°16′E / -52.550, 169.267) |
| 60°0′S 170°0′E / -60.000, 170.000  | Océano Antártico        | |
| 71°38′S 170°0′E / -71.633, 170.000 | Antártida               | Dependencia Ross, reclamado por Nueva Zelanda |
| 72°43′S 170°0′E / -72.717, 170.000 | Océano Antártico        | mar de Ross — pasando al este de Isla Coulman (en 73°32′S 169°55′E / -73.533, 169.917) |
| 77°21′S 170°0′E / -77.350, 170.000 | Antártida               | Dependencia Ross, reclamado por Nueva Zelanda |